# Coscurita
Coscurita je španělská vesnice v provincii Soria v autonomním společenství Kastilie a León. Nachází se zde barokní kostel sv. Kryštofa a v části Bordejé kostel sv. Martina v lidovém slohu. Na výšině nad vesnicí jsou ruiny středověké strážní věže.

## Odkazy

Mapa umístění